# Ali Qapu

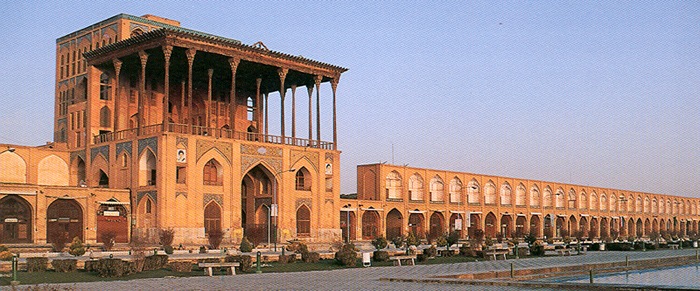
Ali Qapu op Plein van de Emam

Ālī Qāpū (Perzisch:عالی‌قاپو; of de Sublieme Poort) is een paleis in Isfahan, Iran. Het is gelegen aan de westkant van het plein van de Emam. Net als de rest van het plein is het rond 1595 gebouwd. De bouw verliep in verschillende stadia.
De bouw werd uitgevoerd door sjah Abbas I de Grote van de dynastie der Safaviden.
De bouw begon als een atrium dat toegang verschafte aan de Perzische tuin. In 1602 werd het gebouw verbonden met de dubbele galerij met winkels die het hele plein omringd. Kenmerkend voor het paleis is de talar of veranda aan de voorkant.
Ali Qapu is 33 m hoog en heeft zeven verdiepingen. Het grondplan meet 20 x 20 m.
Bijzonder aan het gebouw zijn de schilderingen van de natuur van Reza Abbasi, de hofschilder, en zijn leerlingen. Er zijn zowel bloemen, vogels als andere dieren afgebeeld. Ook zijn er mensen geschilderd.
Tijdens de regeerperioden van zowel sjah Sultan Hoessein (de laatste Safavidensjah) en onder Nasir al-Din van de Kadjaren (1848-1896), werd het paleis gerenoveerd.

## Fotogalerij

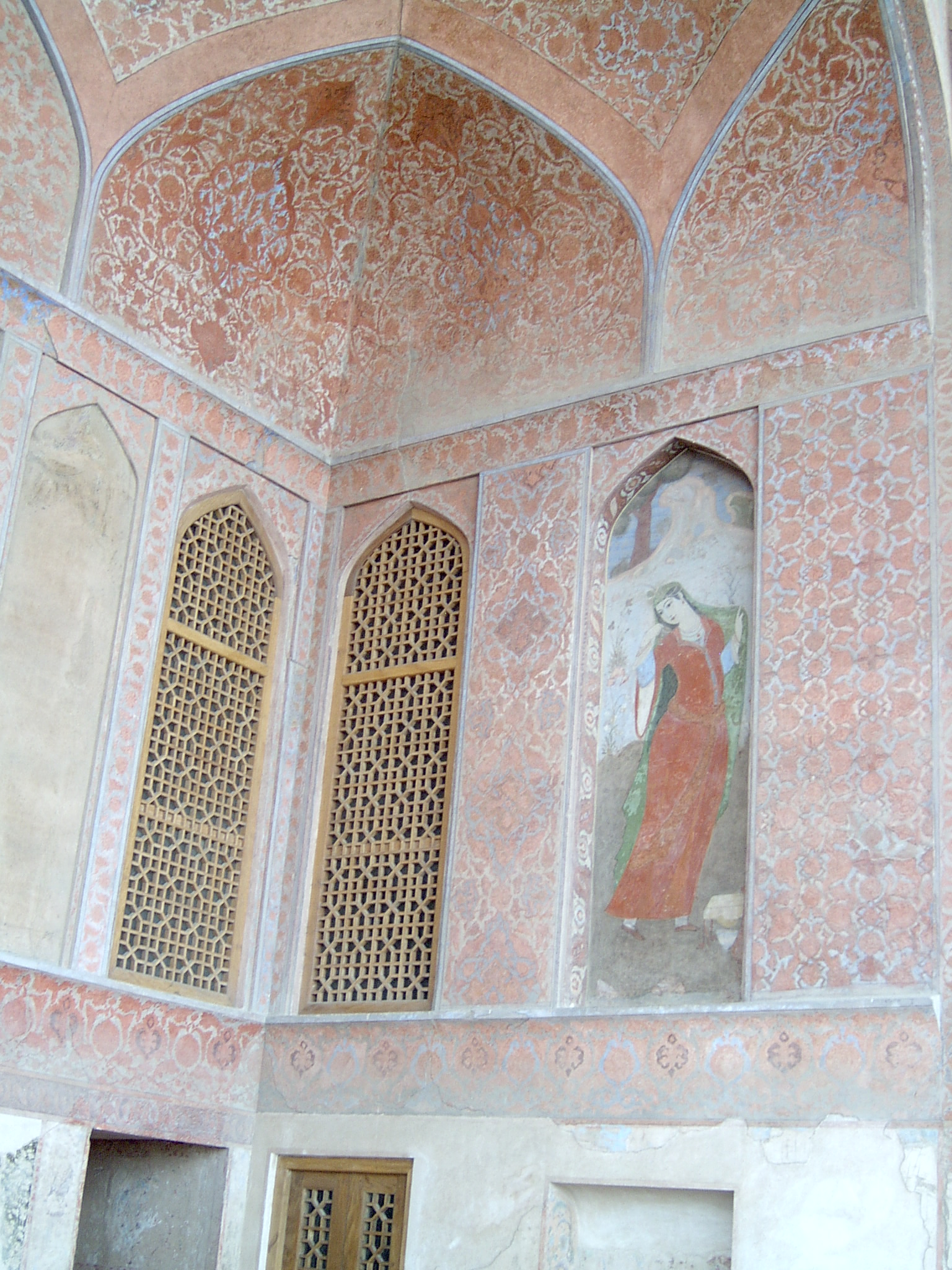
Fresco
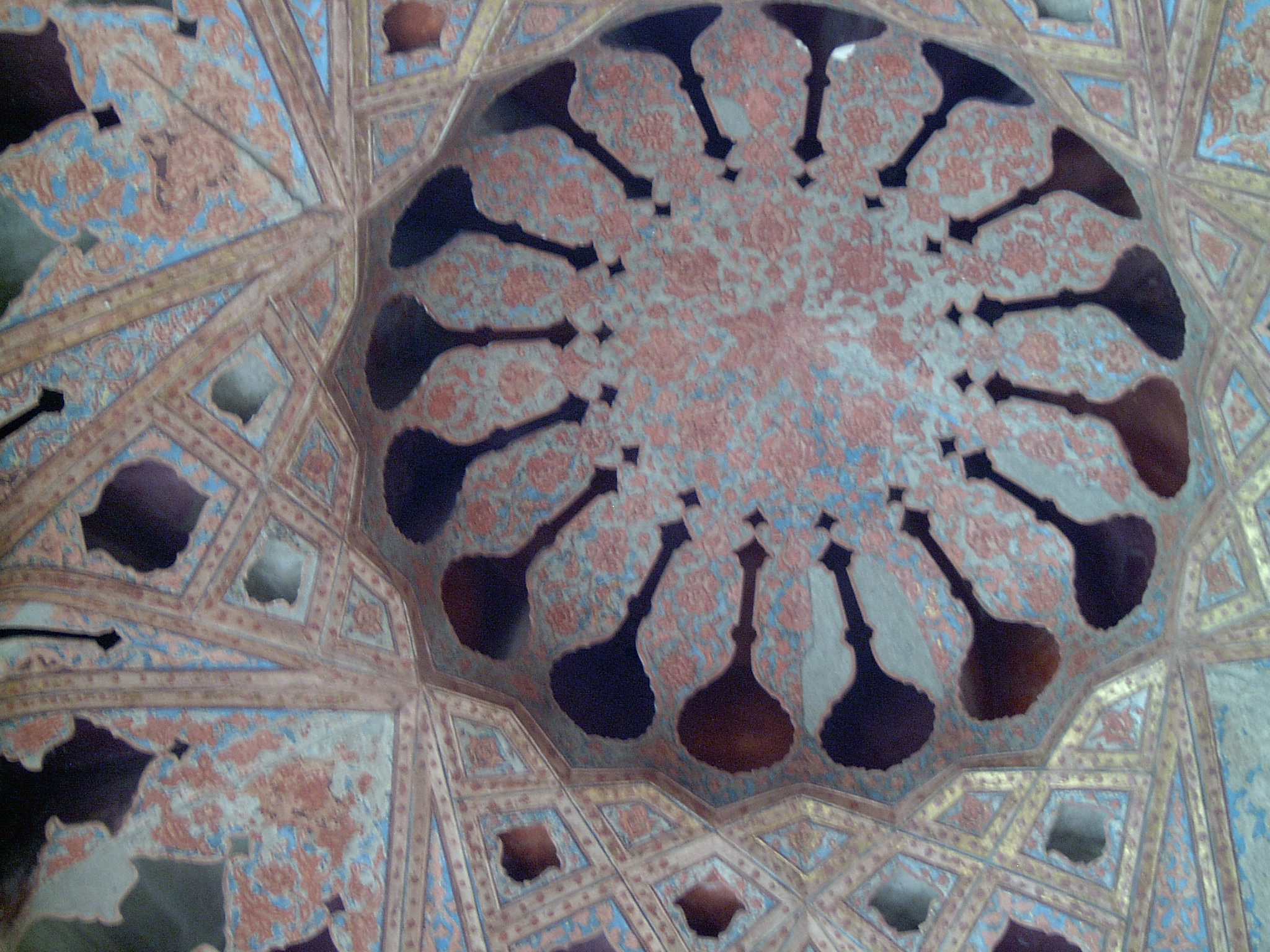
Plafond
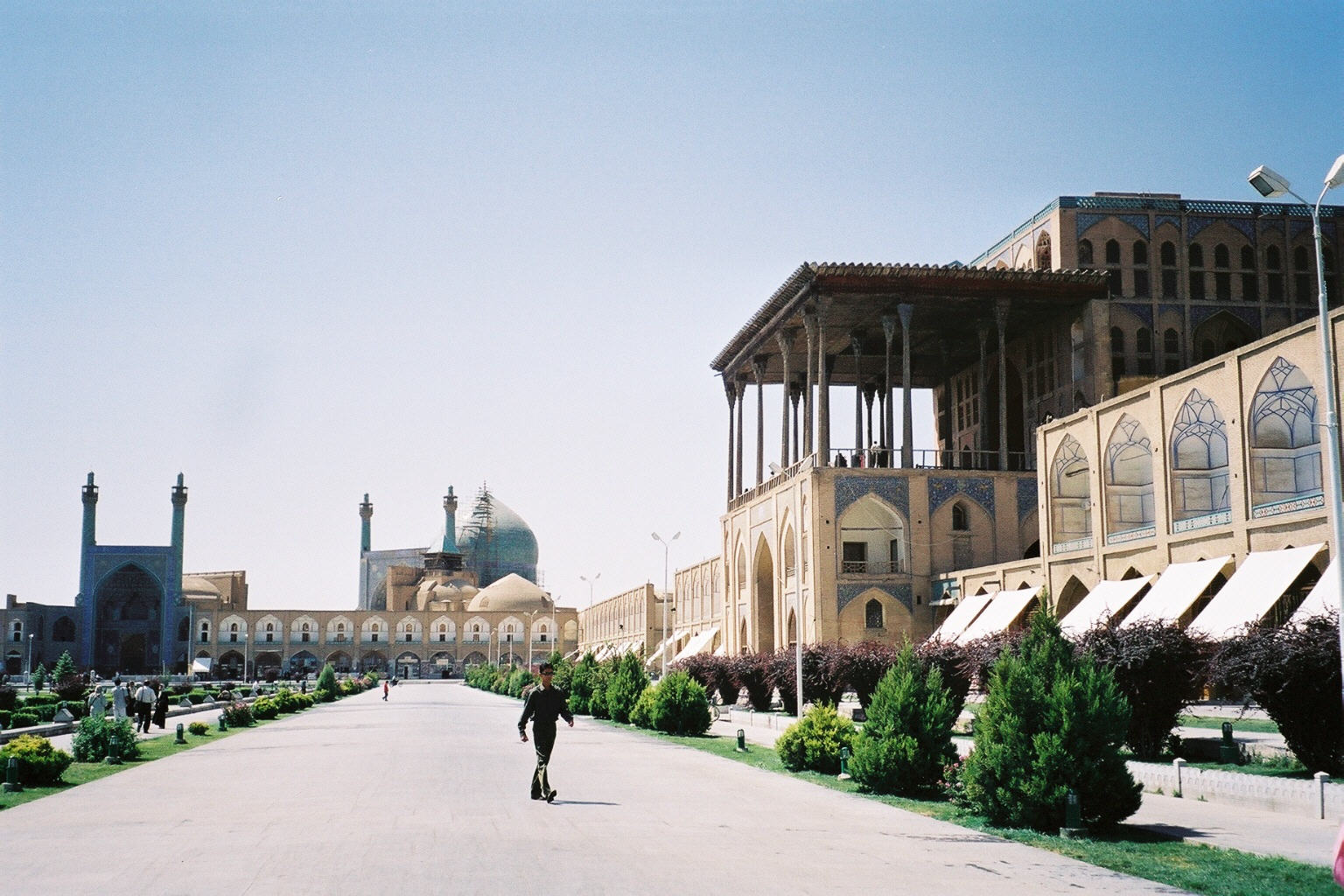
Rechts Ali Qapu en op de achtergrond de Moskee van de sjah